# Fri licens

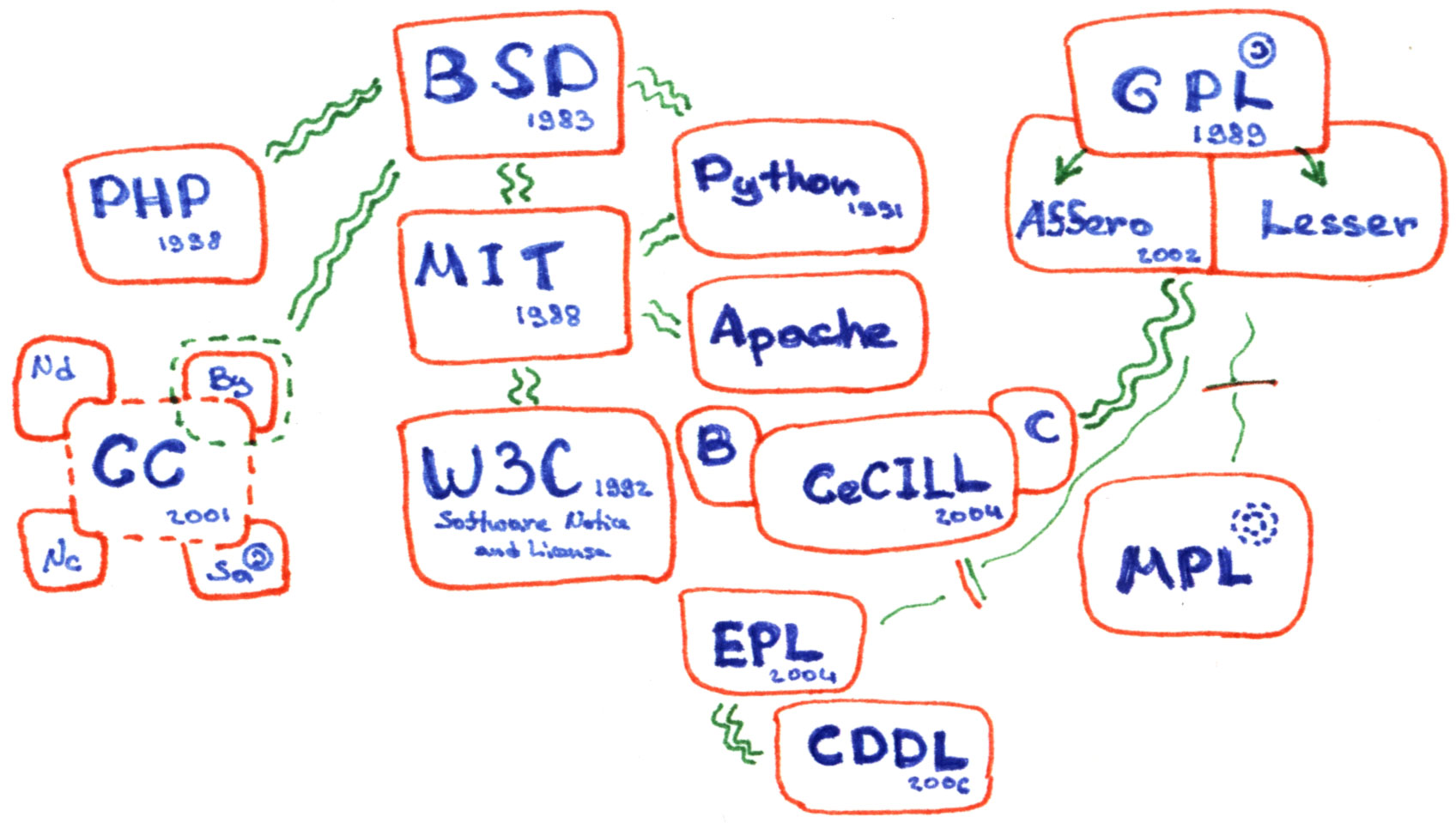
Några fria licenser och deras inbördes förhållanden.

En fri licens är en typ av licens som, förutsatt att vissa bestämda krav är uppfyllda, medger vissa friheter åt alla användare, rättigheter vilka vanligen förbehålls upphovsrättsägaren, upphovsmannen eller parter denna skilt slutit avtal med. Utan en licens är vissa användningsområden förbjudna i upphovsrätten utan föregående medgivande från innehavaren av upphovsrätten för verket.
Rättigheterna som medges med en fri licens kan vara att använda verket utan kostnad eller att ändra i det och att sprida det vidare utan ytterligare medgivande av upphovsrättsägaren. Syftet är ofta att uppmuntra till återanvändning av verket. Krav som licensen ställer kan vara krav på att man anger upphovsmannen och licensen. Andra krav kan vara att samma licens skall gälla också för verk som grundar sig på det ursprungliga verket, att det nya verket inte utan ytterligare medgivande från upphovsrättsägaren får utnyttjas kommersiellt eller att eventuell öppenhet (till exempel öppen källkod) i det ursprungliga verket också gäller för det nya verket.

## Exempel
Det finns flera olika typer av fria licenser som ställer olika krav och som i varierande grad tillåter att verket återanvänds:
- Licenser liknande public domain
  - Creative Commons CC0
  - WTFPL (Do What the Fuck You Want To Public License)
  - Unlicense
  - Public Domain Dedication and License (PDDL)[1]
- Tillåtande licenser
  - BSD-licens
  - MIT-licens
  - Mozilla Public License (tillåtande copyleft)
  - Creative Commons Attribution
- Copyleftlicenser
  - GNU GPL, LGPL (svagare copyleft), AGPL (starkare copyleft)
  - Creative Commons Attribution Share-Alike
  - Mozilla Public License
  - Common Development and Distribution License
  - GFDL (without invariant sections)
  - Free Art License

## Bakgrund
Termen "fri licens" och fokus på användares rättigheter har sitt ursprung i traditioner av att dela i dels 1970-tales hackerkultur och mjukvarors ekosystem med public domain samt även rörelsen för fri mjukvara (sedan 1980) och rörelsen för öppen källkod (sedan 1990-talet).